# Shunsuke Izumiya
Shunsuke Izumiya, född 26 januari 2000, är en japansk friidrottare som tävlar i häcklöpning.

## Karriär
Izumiya tog brons på 110 meter häck vid juniorvärldsmästerskapen 2018. Vid VM 2023 slutade han på femte plats på 100 meter häck. Han är uttagen att tävla på OS 2024.